# Lobectomie pulmonaire
Une lobectomie pulmonaire est un terme médical désignant l'ablation chirurgicale d’un lobe du poumon. Elle est le plus souvent réalisée pour traiter un cancer bronchique non à petites cellules (carcinome épidermoïde, adénocarcinome du poumon, tumeur neuroendocrine), et plus rarement pour une infection comme un aspergillome. L'intervention peut être réalisée soit par thoracotomie soit par thoracoscopie.
En cas d'envahissement de la paroi thoracique par la tumeur, une pariétectomie peut être associée à la résection pulmonaire.
La durée d’hospitalisation varie de 5 à 10 jours selon les complications post-opératoires qui nécessitent souvent une ou plusieurs nuits en soins intensif.

## Historique
La première Lobectomie (ablation d'un lobe du poumon) en France et en Europe, fut réalisée à Béziers-France en 1924 par le grand chirurgien Paul Guibal (1873-1953, membre associé national de l'Académie de Chirurgie depuis 1919), sans les ressources actuelles des anesthésies modernes et des antibiotiques. Cette première ablation partielle du poumon, est toujours citée dans les traités classiques. Cet exploit de précurseur qui peut rendre modeste les plus orgueilleux des chirurgiens d’aujourd’hui et qui montre qu’à Béziers, il y a cent ans, la plus grande chirurgie et la plus probe, se pratiquait déjà, fut suivi de diverses publications scientifiques.
Les premières pneumonectomies (ablation de la totalité d'un poumon) ont été réalisées dans les années 1930.

## Indications
Les lobectomies pulmonaires sont le plus souvent réalisées pour des cancers du poumon dits non à petites cellules, dont les plus fréquents sont les adénocarcinomes et les carcinomes épidermoïdes. Plus rarement, elles peuvent être réalisées pour traiter des lésions infectieuses : aspergillome, tuberculose multirésistante... Enfin, dans le contexte des traumatismes, elles peuvent réalisées en urgence pour assurer l'hémostase.

## Bilan préopératoire
Le bilan préopératoire doit s'assurer de la faisabilité de l'intervention. L'imagerie doit être récente (tomodensitométrie de moins de 2 mois, et dans le cas d'un cancer TEP scanner récent) afin de ne pas méconnaître une progression des lésions qui modifierait le geste chirurgical, voire le contre-indiquerait. Le bilan fonctionnel doit s'assurer que la quantité de parenchyme pulmonaire restante permet d'assurer une bonne fonction ventilatoire en postopératoire sans oxygéno-dépendance. On étudie ainsi particulièrement, sur les épreuves fonctionnelles respiratoire, le VEMS et la DLCO, pour lesquelles des valeurs prédictives postopératoires sont calculées. Au besoin, une épreuve d'effort est réalisée et la VO2max postopératoire estimée.
Une consultation cardiologique est souvent réalisée, avec une échographie cardiaque et parfois une épreuve d'effort.
Le sevrage tabagique est conseillé plus d'un mois avant l'intervention.
La consultation d'anesthésie est à la fois l'occasion d'évaluer le risque médical lié à l'intervention et de proposer au patient une anesthésie locorégionale en complément de l'anesthésie générale.

## Technique opératoire

### Rappels anatomiques
Il existe cinq lobes pulmonaires chez l'être humain : trois à droite (lobes supérieur, moyen et inférieur) et deux à gauche (lobes supérieur et inférieur). À droite, il est possible de réaliser une bilobectomie, en retirant à la fois le lobe supérieur et le lobe moyen (bilobectomie supérieure) ou à la fois le lobe moyen et le lobe inférieur (bilobectomie inférieure).

### Voies d'abord
Il existe deux grands types de voie d'abord utilisées pour les lobectomies pulmonaires : la thoracotomie, aussi appelée chirurgie ouverte, et la thoracoscopie. Cette dernière est aussi appelée VATS ou vidéo-chirurgie, et peut être réalisée de manière assistée par robot.

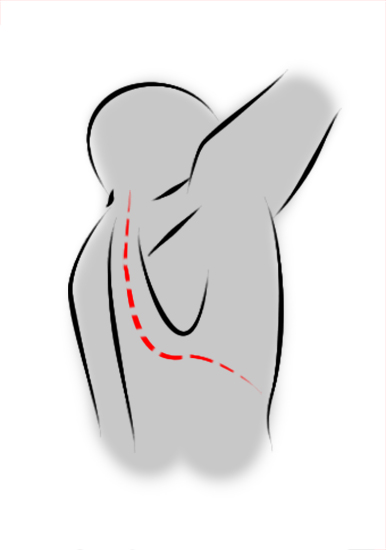
Thoracotomie postéro-latérale.
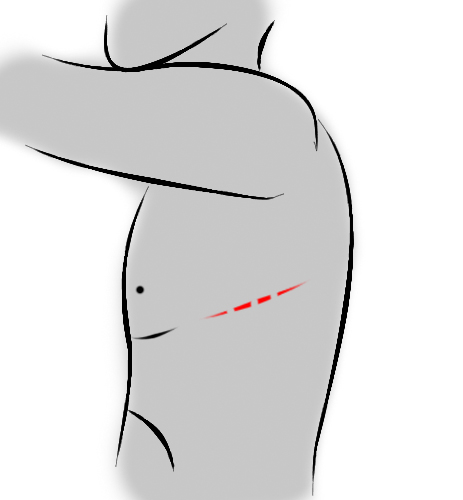
Thoracotomie latérale.
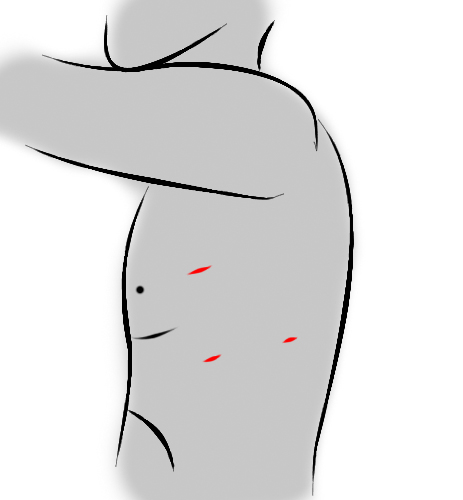
Position des trocarts pour un abord thoracoscopique antérieur.

### Résection pulmonaire
L'ordre de la ligature des vaisseaux (veine première ou non) ne semble pas influencer le taux de récidive.

### Curage ganglionnaire et gestes associés
En cas de cancer, un curage ganglionnaire médiastinal est réalisé de manière systématique.
Afin d'éviter une pneumonectomie, il est parfois possible de réaliser une résection-anastomose de la bronche ou de l'artère. Les tumeurs devant être retirées en un seul bloc, on parle de lobectomie élargie lorsque tout ou partie d'un organe adjacent est emporté avec la tumeur : crosse de la veine azygos, péricarde, diaphragme... En cas d'envahissement de la paroi thoracique par la tumeur, on parle d'une pariétectomie associée. Il est à noter que l'envahissement complet de l’œsophage ou de l'aorte thoracique sont considérées comme inadaptées à une résection et sont une contre-indication chirurgicale.

### Drainage
En fin d'intervention, un ou deux drains sont placés dans la cavité pleurale, entre le poumon et la paroi.

## Anesthésie
L'anesthésie nécessite une intubation sélective, afin de travailler sur un poumon non ventilé. Non seulement l'intervention est techniquement facilitée, mais l'exclusion pulmonaire permet d'éviter le risque d'embolie gazeuse lors de la suture du parenchyme pulmonaire.

### Monitorage per opératoire
Durant l'intervention, l'électrocardiogramme et la saturation en oxygène sont mesurés en continu. La pression artérielle peut être mesurée soit en continu par un cathéter artériel, généralement posé dans l'artère radiale, soit de manière intermittente par un brassard à tension.
Lorsque la durée opératoire prévue est supérieure à 3 heures, un sondage urinaire est également réalisé, à la fois pour éviter la constitution d'un globe urinaire et pour mesurer la diurèse.
La température corporelle est mesurée par un capteur soit intégré à la sonde urinaire, soit positionné dans l'oesophage.

### Prise en charge de la douleur
La douleur post-opératoire est prise en charge de manière multimodale. Les antalgiques oraux ou injectables sont ainsi souvent complétés par une anesthésie péridurale lorsqu'une thoracotomie est réalisée, ou un bloc para-vertébral.
Une analgésie locorégionale (péridurale, bloc paravertébral) est le plus souvent proposée aux patients afin de mieux contrôler les douleurs post-opératoires. L'anesthésie péridurale est considérée depuis longtemps comme la référence en termes de prise en charge de la douleur après thoracotomie. L'anesthésie péridurale consiste à injecter un produit anesthésiant dans l'espace épidural, autour de la moelle épinière, afin de bloquer la transmission des informations douloureuses. Elle est réalisée avant l'intervention, afin de diminuer les besoins en morphine en peropératoire, et peut être laissée en place plusieurs jours après (en général au moins 48 heures. En diminuant la douleur postopératoire, elle diminue les besoins (et donc les effets secondaires) en morphiniques, et diminue la fréquence des complications respiratoires, l'absence de douleur permettant une toux et un drainage bronchique plus efficace. Toutefois, son effet indésirable majeur, l'hypotension (causée par un bloc sympathique), limite son utilisation, en particulier chez les patients atteints de coronaropathie. Enfin, les patients sous traitement anticoagulant ou antiagrégant ne sont pas éligibles à la technique en raison du risque de saignement au point de ponction. Le taux d'échec de l'anesthésie péridurale en chirurgie thoracique est compris entre 10 et 32 % selon les études.
Le bloc paravertébral est une alternative récente à l'anesthésie péridurale. Il consiste à l'infiltration par un anesthésique local de l'espace paravertébral et des racines nerveuses innervant la paroi au niveau de la thoracotomie. En raison de ce caractère plus local, il n'entraîne pas d'hypotension. Le taux de complications moindre et la plus grande facilité de pose sous contrôle échographique lui ont conféré une popularité croissante. Son efficacité sur la douleur et la diminution des complications respiratoires est comparable à celle de l'anesthésie paravertébrale. Cependant, les mêmes restrictions envers les traitements anticoagulants sont émises.

## Surveillance post-opératoire

### Modalités de surveillance
La surveillance est à la fois clinique, par les constantes, et radiologique, par des radiographies pulmonaires fréquentes.

### Drainage
On évalue toutes les 8 heures la quantité de liquide ramenée par les drains, ainsi que sa couleur. Une production trop importante dans les heures suivant l'intervention doit faire rechercher un hémothorax, qui imposerait une reprise chirurgicale rapide. Le drain permet également de dépister une fuite aérique.

### Kinésithérapie
En post-opératoire, la kinésithérapie est particulièrement importante. Elle diminue le risque d'infection pulmonaire en diminuant l'encombrement bronchique et les atélectasies. Elle peut être complétée au besoin par de la ventilation non invasive.

### Durée d'hospitalisation
Cela varie en fonction de la récupération post-opératoire du patient et des complications liées à celle-ci. En terme général 5 à 10 jours sont nécessaires pour une lobectomie.

## Complications

### Complications pulmonaires
Le bullage prolongé est la complication la plus fréquente après lobectomie. Elle est définie par l'issue d'air dans le drain (traduisant une fuite sur le poumon) pendant plus de 7 jours après l'intervention initiale. Les principaux facteurs de risque sont le sexe masculin, l'IMC inférieur à 24, l'importance de l'essouflement préopératoire, la présence d'adhérences pleurales lors de l'intervention, et le type de résection réalisé (bilobectomie surtout, puis lobectomie ou segmentectomie, en particulier les lobectomies supérieures). Un score de risque a été calculé d'après ces éléments.
La pneumopathie post-opératoire (souvent causée par un encombrement bronchique sur le poumon opéré) concerne jusqu'à 6 % des patients. Elle se prévient par la kinésithérapie respiratoire, mais aussi par un sevrage tabagique complet 6 semaines avant l'intervention.

### Complications cardiovasculaires
Les troubles du rythme cardiaque et notamment l'arythmie par fibrillation atriale (AC/FA) sont les complications cardiaques les plus fréquentes. Selon les séries, l'AC/FA touche 12 à 44 % des opérés après une lobectomie. Les recommandations de prévention émises par la STS sont les suivantes :
- poursuite d'un traitement de fond par bêta-bloquants après l'intervention ;
- traitement préventif par diltiazem ou amiodarone à discuter au cas par cas chez les patients n'ayant pas de bêta-bloquant, sauf chez les patients opérés d'une pneumonectomie ;
- les digitaliques et le flécaïnide ne sont pas recommandés dans cette indication.

Les recommandations thérapeutiques de la STS sont les suivantes :
- en cas de mauvaise tolérance hémodynamique, la cardioversion électrique est recommandée ;
- en cas de bonne tolérance hémodynamique mais de mauvaise tolérance clinique, la cardioversion chimique est recommandée, puis électrique en cas d'échec ;
- en cas de bonne tolérance clinique, la priorité est au contrôle de la fréquence et non du rythme ;
- après 24h d'AC/FA avec une fréquence lente ou de passages répétés en AC/FA paroxystique, une cardioversion chimique (puis électrique en cas d'échec) est à discuter.

Les médicaments recommandés dans l'AC/FA postopératoire sont le diltiazem pour le contrôle de la fréquence et l'amiodarone ou le flécaïnide pour le contrôle du rythme. La digoxine n'est pas recommandée seule pour ralentir la fréquence cardiaque, bien qu'elle puisse être utile en combinaison avec le diltiazem. Lorsque la cardioversion (retour en rythme sinusal régulier) est effective, le traitement anti-arythmique doit être poursuivi jusqu'à la 6e semaine post-opératoire. Une anticoagulation efficace n'est pas recommandée chez ces patients revenus en rythme sinusal ; en cas de persistance d'une arythmie, l'anticoagulation (de préférence par warfarine ou un autre antivitamine K, avec un INR cible entre 2 et 2,5) doit être discutée en fonction des facteurs de risque d'AVC (critères CHADS2).

### Autres
L'hémorragie postopératoire concerne moins de 3 % des patients et requiert le plus souvent une réopération en urgence. Sa cause n'est pas retrouvée dans 41 % des cas. Elle est due à un saignement sur une artère bronchique dans 23 % des cas, sur un vaisseau intercostal dans 17 % des cas, et sur un vaisseau pulmonaire dans 17 % des cas.
Le chylothorax est dû à une plaie du canal thoracique lors de l'intervention, le plus souvent lors du curage ganglionnaire, et concerne 0,7 à 2 % des opérés.
Les lésions nerveuses, soit du nerf phrénique, soit du nerf récurrent, sont elles aussi liées à des accidents peropératoires survenant le plus souvent lors du curage.

### Complications à distance
Après lobectomie, en France, 23 % des patients seront réhospitalisés dans les 30 jours suivant la chirurgie.
Les complications tardives nécessitant une réhospitalisation concernent 8 à 13 % des patients selon les séries. Elles sont dominées par les complications pulmonaires, suivies des complications cardiaques.

### Complications de la voie d'abord
Il y a peu de complications infectieuses des thoracotomies et des orifices de trocarts réalisés pour les abords thoracoscopiques. En revanche, les complications neurologiques à type de douleurs neuropathiques sont relativement fréquentes pour les thoracotomies.